# I Supermodel
I Supermodel (tiếng Trung: 爱上超模) là một cuộc thi người mẫu của Trung Quốc. Chương trình giới thiệu một nhóm mười bốn thí sinh nữ được lựa chọn bởi cố vấn để cạnh tranh trong đội gồm bảy người. Mục tiêu của chương trình là tập trung vào những thí sinh chung cuộc vào thế giới của thời trang cao cấp thông qua một loạt các bài báo và những thử thách cao để tìm ra một siêu mẫu hoàn hảo.
Chương trình sẽ nhận đơn đăng ký cho các cô gái trên 16 tuổi đáp ứng yêu cầu về chiều cao tối thiểu là 175 cm (5 ft 9 in).
I Supermodel hiện đang là một trong những chương trình người mẫu được đánh giá cao nhất tại Trung Quốc, với tổng số lượt xem trong mùa giải đạt trên 280 triệu trên iQiyi và xếp hạng ở vị trí số 1 cho những thể loại khác.

## Định dạng chương trình

### Chọn đội
Vào đầu mỗi mùa, các thí sinh được gặp gỡ hai cố vấn người mẫu của chương trình để lựa chọn. Sau khi đánh giá phần thể hiện của họ trên sàn diễn catwalk và phía trước ống kính, mỗi giám khảo thay thế trong việc chọn thí sinh cho đội của họ từ các thí sinh chung cuộc được lựa chọn.

### Những thử thách
Mỗi tập phim chứa một thử thách tập trung vào các yếu tố quan trọng đối với ngành người mẫu. Các thí sinh được xếp hạng dựa trên điểm số, mỗi người đều kiếm được điểm số cho màn thể hiện của họ. Đội có nhiều điểm nhất khi kết thúc sẽ chiến thắng chung cuộc, bất kể là thua hay thắng trong thử thách. Những thử thách trong nửa cuối của cuộc thi sẽ chỉ có một người chiến thắng.

### Buổi đánh giá và loại trừ
Để đánh giá, một nhóm các chuyên gia sẽ đánh giá phần thể hiện của mỗi thí sinh trên bưổi chụp ảnh và xác định ai sẽ bị loại, với các cố vấn có ít hoặc không nói gì trong quyết định cuối cùng. Buổi loại trừ theo định dạng giống như chương trình Top Model nhưng thứ tự gọi tên này diễn ra riêng lẻ trong mỗi nhóm. Điều này có nghĩa là cô gái cuối cùng không nhận được bức ảnh trong mỗi đội phải tham gia buổi loại trừ. Trong trường hợp cả hai đều tồi tệ hoặc là lần tệ thứ hai trong cùng một đội, cả hai đều bị loại còn trong khi tất cả các thành viên của đội khác vẫn an toàn. Thí sinh không nhận được bức ảnh sẽ bị loại.

## Các mùa
| Mùa | Phát sóng            | Quán quân      | Á quân         | Các thí sinh theo thứ tự bị loại | Tổng số thí sinh | Điểm đến quốc tế     |
| --- | -------------------- | -------------- | -------------- | --- | ---------------- | -------------------- |
| 1   | 21 tháng 3 năm 2015  | Kiki Khang     | Dương Liễu     | Lưu Nhạn Hồng, Trịnh Thi Tuệ, Chung Lộc Thuần (bỏ cuộc), Thái Tuệ, Linda Thôi, Đổng Lôi, Dương Đóa Lan & Nhâm Duệ, Trương Hạo Nguyệt, Cố Ngải Gia, Trần Hi, Diêu Tuyết Phi | 14               | Melbourne Sydney     |
| 2   | 22 tháng 10 năm 2015 | Triệu Gia Đồng | Vương Mộng Nhã | Khương Vận Hiên, Mã Tuệ Tuệ, Long Tuấn Kiêu & Lý Mộng Kì, Trần Ngọc Đình, Vương Hi Nhiên, Vương Thư Kì, Na Nghiễm Tử, Tôn Thần Dân, Tất Tinh & Lưu Hân Khiết, Mã Mộng Gia  | 14               | Luân Đôn             |
| 3   | 14 tháng 10 năm 2016 | Ngạn Vũ Bác    | Phó Hoan Hoan  | Trần Hiểu Hàn & Lý Nhã Văn, Ngưu Vi Vi, Jinx Chu, Naomi Khang, Kelly Tiền (bỏ cuộc), Đổng Dịch Hàng, Uông Hân Lội & Hàn Hồng Phán, Lu Thanh, Abby Tương, Bàng Oánh         | 14               | Los Angeles New York |